# かし野台
かし野台（かしのだい）は、埼玉県川越市の町名。現行行政地名はかし野台一丁目および二丁目。郵便番号は350-1179。

## 地理
川越市の西部に位置する。北で山城、北東で大袋新田、南東で南台、南で狭山市新狭山、西で藤倉と接する。南東境に国道16号が、中央部に入間川街道が通る。北部には赤間川が流れる。

### 河川
- 赤間川 - 町域北西辺を流れる。

## 交通

### 道路
- 国道16号
- 入間川街道

## 施設
- 大袋新田氷川神社
- かし野台公園
- 大東郵便局